# André Spoor
André Spoor (* 22. Juni 1931 in Den Haag; † 18. September 2012 ebenda) war ein niederländischer Journalist. Er war von 1970 bis 1983 Chefredakteur der Tageszeitung NRC Handelsblad und von 1986 bis 1988 Chefredakteur der politischen Wochenzeitschrift Elsevier.

## Leben
Spoor wurde als Sohn von Simon Hendrik Spoor, einem Soldaten, geboren. Dieser hatte später von 1946 bis 1949 das Kommando über die Kolonialarmee in Niederländisch-Indien inne, erkrankte jedoch am Tag seiner Ernennung zum General und starb zwei Tage später. Sein Sohn nahm ein Theologiestudium auf, entschied sich jedoch dann für die Journalistik und wurde Redakteur beim Amsterdamer Algemeen Handelsblad. Er arbeitete dort in der Auslandsredaktion und war Korrespondent in Bonn, Washington und New York. 1968 wurde Spoor zum stellvertretenden Chefredakteur. Nach der Fusion der Zeitung mit der Nieuwe Rotterdamsche Courant zum NRC Handelsblad gehörte er zusammen mit Jérôme Heldring und Henk Hofland zur Chefredaktion, da im Laufe des Jahres 1972 seine beiden Kollegen aus dieser ausschieden blieb er am Ende alleine übrig. Trotz leichter Auflagenverluste während der ersten fünf Jahre seit der Fusion kam es anschließend unter seiner Leitung zu einem erheblichen Aufschwung. Als er 1983 das Blatt verließ, konnte sein Nachfolger Wout Woltz den Erfolg weiter ausbauen, heute gilt NRC Handelsblad als die renommierteste überregionale Tageszeitung der Niederlande.
1986 wurde Spoor neuer Chefredakteur bei Elsevier, der größten politischen Wochenzeitschrift des Landes. Diese krempelte er mittels einer Erneuerung der Redaktion, einem neuen Layout und einem größeren Kulturteil um und gab ihr den heutigen Namen (bis dahin "Elseviers Magazine"). Eine Bypass-Operation und Auflagenrückgänge setzten jedoch bereits nach zwei Jahren dieser Funktion ein Ende. Spoor kehrte anschließend zur Tageszeitung NRC Handelsblad als Korrespondent in Wien zurück.

## Werke
- Sissi en ander ongerief, berichten uit het proefstation voor de ondergang van de wereld, Balans, Amsterdam 1993